# Polyalthia
Genre
Classification APG III (2009)
Synonymes
- Haplostichanthus F. Muell.(1891)[1]
- Papualthia Diels (1912)[2]
- Monostichanthus F.Muell.
- Sphaerothalamus Hook.f.
- Tabraca Noronha

Polyalthia est un genre de plantes à fleurs de la famille des Annonaceae comptant environ 90 espèces d'arbres et arbustes réparties en Afrique, Asie et le Pacifique.

## Liste des espèces
Le site Plants of the World Online inclut les espèces suivantes:
- Polyalthia angustissima Ridl.
- Polyalthia barenensis Bân
- Polyalthia borneensis Merr.
- Polyalthia bracteosa Bân
- Polyalthia bromantha I.M.Turner
- Polyalthia brunneifolia J.Sinclair
- Polyalthia bullata King
- Polyalthia castanea Ridl.
- Polyalthia cauliflora Hook.f. & Thomson
- Polyalthia celebica Miq.
- Polyalthia charitopoda I.M.Turner
- Polyalthia chinii I.M.Turner & Utteridge
- Polyalthia chrysotricha Ridl.
- Polyalthia cinnamomea Hook.f. & Thomson
- Polyalthia clemensiorum Jovet-Ast
- Polyalthia consanguinea Merr.
- Polyalthia corticosa (Pierre) Finet & Gagnep.
- Polyalthia debilis (Pierre) Finet & Gagnep.
- Polyalthia dictyoneura Diels
- Polyalthia dolichopoda I.M.Turner
- Polyalthia dumosa King
- Polyalthia elegans K.Schum. & Lauterb.
- Polyalthia elliptica (Blume) Blume
- Polyalthia endertii D.M.Johnson
- Polyalthia evecta (Pierre) Finet & Gagnep.
- Polyalthia flagellaris (Becc.) Airy Shaw
- Polyalthia fruticosa (Jessup) B.Xue & R.M.K.Saunders
- Polyalthia gamopetala Boerl. ex Koord.-Schum.
- Polyalthia gracilicolumnaris H.Okada, Tsukaya & Suleiman
- Polyalthia gracilipes Merr.
- Polyalthia guabatuensis I.M.Turner & Utteridge
- Polyalthia guamusangensis I.M.Turner & Utteridge
- Polyalthia heteropetala (Diels) Ghesq.
- Polyalthia hirtifolia J.Sinclair
- Polyalthia hispida B.Xue & R.M.K.Saunders
- Polyalthia ichthyosma I.M.Turner
- Polyalthia igniflora D.M.Johnson
- Polyalthia insignis (Hook.f.) Airy Shaw (syn. Polyalthia elmeri Merr.)
- Polyalthia intermedia (Pierre) Bân
- Polyalthia johnsonii (F.Muell.) B.Xue & R.M.K.Saunders
- Polyalthia kanchanaburiana Khumch. & Thongp.
- Polyalthia kinabaluensis I.M.Turner
- Polyalthia lanceolata S.Vidal
- Polyalthia lancilimba C.Y.Wu ex P.T.Li
- Polyalthia lasioclada I.M.Turner
- Polyalthia lateritia J.Sinclair
- Polyalthia longirostris (Scheff.) B.Xue & R.M.K.Saunders
- Polyalthia luzonensis B.Xue & R.M.K.Saunders
- Polyalthia malabarica (Bedd.) I.M.Turner
- Polyalthia meghalayensis V.Prakash & Mehrotra
- Polyalthia microsepala Diels
- Polyalthia microtus Miq.
- Polyalthia miliusoides I.M.Turner
- Polyalthia mindorensis Merr.
- Polyalthia miniata Teijsm. & Binn.
- Polyalthia minima Jovet-Ast
- Polyalthia minutiflora Elmer
- Polyalthia monocarpioides I.M.Turner
- Polyalthia montis-silam D.M.Johnson
- Polyalthia moonii Thwaites
- Polyalthia motleyana (Hook.f.) Airy Shaw
- Polyalthia myristica I.M.Turner
- Polyalthia novoguineensis (H.Okada) B.Xue & R.M.K.Saunders
- Polyalthia obliqua Hook.f. & Thomson
- Polyalthia oblonga King
- Polyalthia pakdin I.M.Turner & Utteridge
- Polyalthia parviflora Ridl.
- Polyalthia persicifolia (Hook.f. & Thomson) Bedd.
- Polyalthia pisocarpa (Hassk.) I.M.Turner
- Polyalthia polyphlebia Diels
- Polyalthia praeflorens Bân
- Polyalthia pumila Ridl.
- Polyalthia rufescens Hook.f. & Thomson
- Polyalthia saprosma I.M.Turner
- Polyalthia sessiliflora (Ast) Bân
- Polyalthia socia Craib
- Polyalthia spathulata (Teijsm. & Binn.) Boerl.
- Polyalthia stellata (Heusden) B.Xue & R.M.K.Saunders
- Polyalthia stenopetala (Hook.f. & Thomson) Finet & Gagnep.
- Polyalthia stenophylla I.M.Turner
- Polyalthia subcordata (Blume) Blume - espèce type
- Polyalthia suberosa (Roxb.) Thwaites
- Polyalthia submontana (Jessup) B.Xue & R.M.K.Saunders
- Polyalthia sympetala I.M.Turner
- Polyalthia tipuliflora D.M.Johnson
- Polyalthia trochilia I.M.Turner
- Polyalthia venosa Merr.
- Polyalthia verrucipes C.Y.Wu ex P.T.Li
- Polyalthia watui K.M.Wong
- Polyalthia xanthocarpa B.Xue & R.M.K.Saunders
- Polyalthia yingjiangensis Y.H.Tan & B.Xue

### Espèces réassignées à d'autres genres
Selon Plants of the World Online, les espèces suivantes ont été réassignées aux genres suivants:
- Disepalum
  - Polyalthia pingpienensis P.T.Li syn. de Disepalum plagioneurum (Diels) D.M.Johnson
- Huberantha Chaowasku
  - Polyalthia cerasoides (Roxb.) Bedd. syn. de Huberantha cerasoides (Roxb.) Chaowasku[4]
  - Polyalthia korinti (Dunal) Benth. & J. Hk. ex J. Hk. & Thoms syn. de Huberantha korinti (Dunal) Chaowasku
  - Polyalthia nitidissima syn. de Huberantha nitidissima (Dunal) Chaowasku
  - Polyalthia palawanensis Merr. syn. de Huberantha palawanensis (Merr.) I.M.Turner
- Meiogyne
  - Polyalthia laddiana A.C.Sm. syn. de Meiogyne laddiana (A.C.Sm.) B.Xue & R.M.K.Saunders
- Monoon Miq.
  - Polyalthia coffeoides (Hook.f. & Th.) syn. de Monoon coffeoides (Thwaites ex Hook.f. & Thomson) B.Xue & R.M.K.Saunders[5]
  - Polyalthia fragrans (Dalz.) Bedd.
  - Polyalthia glabra (Hook.f. & Th.) James Sincl.
  - Polyalthia hookeriana King
  - Polyalthia hypogaea King
  - Polyalthia longifolia (Sonn.) Thwaites syn. de Monoon longifolium (Sonn.) B.Xue & R.M.K.Saunders[6]
  - Polyalthia pachyphylla King syn. de Monoon pachyphyllum (King) B.Xue & R.M.K.Saunders
  - Polyalthia shendurunii Basha & Sasi. syn. de Monoon shendurunii (Basha & Sasidh.) B.Xue & R.M.K.Saunders
  - Polyalthia simiarum (Buch.-Ham. ex Hook.f. & Thomson) Hook.f. & Thomson syn. de Monoon simiarum (Buch.-Ham. ex Hook.f. & Thomson) B.Xue & R.M.K.Saunders
- Phaeanthus
  - Polyalthia macropoda King syn. de Phaeanthus ophthalmicus (Roxb. ex G.Don) J.Sinclair
- Polyalthiopsis Chaowasku
  - Polyalthia floribunda Jovet-Ast syn. de Polyalthiopsis floribunda (Jovet-Ast) Chaowasku (Vietnam)
- Wuodendron B.Xue, Y.H.Tan & Chaowasku (monotypique)
  - Polyalthia litseifolia C.Y.Wu ex P.T.Li syn. de Wuodendron praecox (Hook.f. & Thomson) B.Xue, Y.H.Tan & X.L.Hou

## Publication originale
- Blume, Flora Javae, 28–29: 68. (1830).